# Ursula Heindrichs
Ursula Heindrichs, geborene Wiegers (* 3. Juli 1928 in Gelsenkirchen; † 3. Januar 2024) war eine deutsche Germanistin, Pädagogin und Märchenforscherin; seit 2001 Ehrenpräsidentin der Europäischen Märchengesellschaft.

## Leben
1928 geboren in Gelsenkirchen, studierte Heindrichs Deutsch, Geschichte, Philosophie und Pädagogik in Freiburg, Innsbruck und Bonn. 1956 erfolgte ihre Dissertation: Der Brunnen in der deutschen Dichtung – eine motivgeschichtliche Untersuchung (veröffentlicht 1957 unter dem Namen Ursula Wiegers).
1957 legte sie ihr Erstes und 1959 Zweites Staatsexamen ab; seitdem war sie ohne Unterbrechung, bis 1991, als Pädagogin am Ricarda-Huch-Gymnasium Gelsenkirchen (einem Unesco-Gymnasium) tätig, zuletzt als Studiendirektorin (Fächer: Deutsch und Geschichte).
Seit 1958 war sie bis zu dessen Tod verheiratet mit Heinz-Albert Heindrichs (Komponist, Lyriker, Maler; Professor an der Universität und der Folkwang-Hochschule Essen).

## Leistungen
Von 1982 bis 1989 war sie Vizepräsidentin und von 1989 bis 2001 Präsidentin der Europäischen Märchengesellschaft, seit 2001 ist sie deren Ehrenpräsidentin. Von 1985 bis 2001 war sie Kuratoriumsmitglied der Märchen-Stiftung Walter Kahn (seit ihrer Gründung). Von 1993 bis 2001 Kuratoriumsmitglied der Associazione Culturale Italo-Tedesca (ACIT).
1982 gründete sie die „Gesellschaft zur Rettung der Poesie im Unsinn“, (Ehrenmitglieder: Erich Fried und Eugène Ionesco). 1991 stiftete sie den Gingko-Preis zur Förderung literarischer Arbeiten von Schülern.

## Auszeichnungen
1992 erhielt sie den Bürgerpreis der Stadt Gelsenkirchen, 1992 den Verdienstorden des Landes Nordrhein-Westfalen und 1998 das Bundesverdienstkreuz I. Klasse. 2001 wurde ihr und ihrem Mann der Europäische Märchenpreis verliehen.

## Veröffentlichungen
Mit Heinz-Albert Heindrichs Ausrichtung von sechs Internationalen Kongressen und der damit verbundenen Herausgabe von acht Buchbänden der Europäischen Märchengesellschaft: „Die Zeit im Märchen“ 1987 (1989) – „Tod und Wandel im Märchen“ (1991) – „Märchen und Schöpfung“ 1992 (1993) – „Das Märchen und die Künste“ 1995 (1996) – „Zauber Märchen“ 1997 (1998) – „Alter und Weisheit im Märchen“ 1999 (2000) – „Märchen die Brücken bauen“ (2010) – „Märchen als Brücke für Menschen und Kulturen“ 2010 (2011): zum  Kulturhauptstadtjahr Ruhr.2010
"Es war einmal – es wird eines Tages sein. Zur Aktualität der Volksmärchen." Hohengehren: Schneider-Verlag 2001. 

## Werke
- als Ursula Wiegers: Der Brunnen in der deutschen Dichtung. Eine motivgeschichtliche Untersuchung. Bonn 1957, DNB 480561281 (Dissertation Universität Bonn 15. Juni 1955, 295 Seiten).
- Ursula Heindrichs: Es war einmal – es wird eines Tages sein. Zur Aktualität der Volksmärchen.  Schneider, Hohengehren 2001, ISBN 3-89676-472-1 (Zur Autorin: S. 204).